# Lappolder
De Lappolder (ook Polder van H. Lap) is een voormalig waterschap in de Nederlandse provincie Groningen.
Van dit poldertje is weinig meer bekend dan dat het genoemd wordt in het archief van het waterschap Westerkwartier en dat het bij Lucaswolde ten zuiden van de weg naar Boerakker lag.
Waterstaatkundig gezien ligt het gebied sinds 2000 binnen dat van het waterschap Noorderzijlvest.